# Sarail
Sarail är ett underdistrikt i Bangladesh.   Det ligger i provinsen Chittagong, i den centrala delen av landet, 80 km nordost om huvudstaden Dhaka.
Trakten runt Sarail består till största delen av jordbruksmark. Runt Sarail är det mycket tätbefolkat, med 1 266 invånare per kvadratkilometer.